# Хришћански хуманизам
Хришћански хуманизам се односи на два интелектуална покрета: антипаганско крило хуманизма шеснаестог века из доба ренесансе (научни покрет и светоназор који је обновио класичне хуманистичке науке и идеале грађанства и људског достојанства) и савремени хришћански хуманизам у правом смислу, који представља тврдњу у оквиру хришћанског моралног оквира о хуманитарним принципима као што су универзално људско достојанство и индивидуална слобода, и који сматра важност среће као суштинску и главну или чак искључиву компоненту учења Исуса.
Не треба га мешати са савременим хуманизмом, који се односи на филозофије које тврде примат људских вредности и референтног оквира над боговима, теологијом или религијом уопште. Такође не треба да се меша са религијским хуманизмом, који се односи на нетеистички покрет који практикује хуманизам у конгрегацијским структурама.

## Терминологија
Историчарка Маргарет Ман Филипс је написала да је основа хришћанског хуманизма била „веровање да све што је добро долази од Бога, и да су предхришћанска доба била инспирисана Светим Духом за његове сопствене сврхе."
У ренесанси, почетни фактор разликовања између хришћанског хуманизма и других врста хуманизма био је тај што хришћански хуманисти нису само расправљали о религијским или теолошким питањима у неким или свим својим делима (као што су чинили сви ренесансни хуманисти), већ према Чарлсу Науерту,
направили су везу између свог хуманистичког учења и проучавања класичних језика и књижевности, с једне стране, и с друге стране, свог проучавања древног хришћанства, укључујући Библију и црквене оце... Још важније, повезали су свој научни рад (класични као и библијски и патристички) са одлучношћу да донесу духовну обнову и институционалну реформу хришћанског друштва. Та веза између њихових научних напора и њихове чежње за духовном и институционалном обновом је специфична карактеристика која разликује „хришћанске хуманисте" као групу од других хуманиста који су случајно били религиозни.
Савремени теолози као што је Јенс Цимерман заговарају концепт хришћанског хуманизма као кохерентне силе кроз историју хришћанства. У Цимермановом приказу, хришћански хуманизам као традиција произлази из хришћанске доктрине да је Бог, у лику Исуса, постао човек да би искупио човечанство, и из даљег налога да учествујући људски колектив (црква) изводи живот Христов.
Термин су критиковале личности повезане са савременим секуларним хуманистичким покретом, при чему неки примећују да му недостаје кохерентност, или се заправо користи за заговарање „изузетности" хришћанства.
Неки савремени хришћански хуманисти, на пример, иду тако далеко да сугеришу да су друга разумевања хуманизма неаутентична, говорећи да су „заједничко човечанство, универзални разум, слобода, личност, људска права, људска еманципација и напредак, па чак и сам појам секуларности... буквално незамисливи без својих хришћанско-хуманистичких корена."

## Историја

### Ренесанса
Научници од 18. века се слажу да се нека врста промене десила у западноевропској цивилизацији у периоду од 1300. до 1600. године. Међутим, обим и природа ове промене су широко дебатовани. Неки су видели период као онај у коме се појавио радикално нови осећај света и човечанства, док су други видели постепени развој идеја које су дуго биле актуелне. Ипак, постоје елементи у ренесансној мисли који се често понављају у поређењу са ранијим вековима. У средњем веку, људи су обично препуштали део свог идентитета корпорацијама — цркви, држави, феудалном друштву, гилди, универзитету и монашком реду. Са ренесансом дошао је повећани осећај индивидуалности и слављење јединствености и индивидуалне самоодређености. Књижевност тог периода је пуна изјава као што су следеће о достојанству, изузетности, рационалности и моћи појединачних људских бића:
- Људска бића су створена „по слици Божјој", што значи да свако има могућност да буде особа креативности и моралне изузетности.
- Људска бића су слободна; нисмо поробљени грехом или психолошким препрекама; способни смо да поставимо свој пут, одредимо своју судбину.
- Људска бића су актери на људској сцени; ми смо ствараоци, други само после Бога; ми смо Богом постављени управници света.
- Људска бића имају бесмртне душе, што је Божји начин потврђивања драгоцености човечанства.
- Људска бића могу постићи славу — личну славу коју постиже појединац који се истиче на неки важан, херојски или истакнут начин.
Ренесансни хуманизам је повезан са онима који су, следећи Пика дела Мирандолу, наглашавали достојанство и потенцијал створеног човечанства. И са онима, као што су Петрарка и Томас Мор, који су веровали да хуманистичке науке могу помоћи заповестима и проучавању богословља. И са онима као што је Еразмо који је такође промовисао људски процват.

### Порекло
Хришћански хуманизам је настао крајем 15. века са раним радом личности као што су Јакоб Вимпфелинг, Џон Колет и Томас Мор; наставио би да доминира већим делом мисли у првој половини 16. века са појавом широко утицајних ренесансних и хуманистичких интелектуалних личности као што су Жак Лефевр д'Етапл и посебно Еразмо, који ће постати највећи научник северне ренесансе. Ови научници су посветили већи део свог интелектуалног рада реформисању цркве и оживљавању духовног живота кроз хуманистичко образовање, и били су веома критични према корупцији коју су видели у Цркви и црквеном животу. Они би комбиновали највеће моралне вредности предхришћанских моралних филозофа, као што су Цицерон и Сенека са хришћанским тумачењима која произлазе из проучавања Библије и црквених отаца. Валденжани су посматрани као хуманистичка синтеза хришћанства.

#### Јакоб Вимпфелинг
Иако први хуманисти нису много усмеравали свој интелектуални рад ка реформисању цркве и оживљавању духовног живота кроз хуманистичко образовање, први пионирски знаци и праксе ове идеје појавили су се са Јакобом Вимпфелингом (1450–1528), ренесансним хуманистом и теологом. Вимпфелинг је био веома критичан према црквеном покровитељству и критиковао је моралну корупцију многих свештеника; међутим, његова плашљивост га је спречила да своје дело претвори из говора у акцију из страха од контроверзе. Иако је волео да чита многе класике списа класичне антике, плашио се да их уведе у главни ток хришћанства и настојао је да користи дела латинских црквених отаца и неколико хришћанских песника из касног римског царства за стварање новог облика образовања који би обезбедио црквене вође образоване у хришћанској религији, истакнуте црквене ауторе и неколико важних класичних дела и тиме побољшао стање хришћанства.‍:170–171

#### Џон Колет
Џон Колет (1467–1519) је био још једна главна фигура у раном хришћанском хуманизму, вршећи већи културни утицај од свог старијег савременика, Јакоба Вимпфелинга. Будући да га је привлачила неоплатонска филозофија као што су Марсилио Фичино и Пико дела Мирандола и стекавши разумевање хуманистичких метода анализирања текстова и развијања детаљних идеја и принципа у вези са њима, применио је овај хуманистички метод на посланице апостола Павла.
Године 1505. завршио је докторат из теологије, а затим је постао декан катедрале Светог Павла. Одатле је користио своје богатство да оснује близу катедрале школу Светог Павла за дечаке. Школа је била хуманистичка, у свом подучавању латинског, грчког и моралне припреме својих ученика, као и у регрутовању истакнутих хуманиста да препоруче и саставе нове уџбенике за њу. Подучавани су најбољи хришћански аутори, као и шачица паганских текстова (претежно Цицерон и Вергилије), међутим, Колетова ограничења на подучавање других класичних текстова су посматрана као антихуманистичка и брзо их је поништио директор школе. После његове смрти, школа у Светом Павлу постала је утицајна хуманистичка институција.‍:170–171 Његова значајна конвокациона проповед позвала је његове колеге свештенике да се „врате Богу љубави и мира".

#### Жак Лефевр д'Етапл
Жак Лефевр д'Етапл (1453–1536) је, поред Еразма, био први од великих хришћанских хуманиста који је видео важност интегрисања хришћанског учења, и у патристици и у библијским списима, са многим од најбољих интелектуалних достигнућа древних цивилизација и класичне мисли. Образовао се на Универзитету у Паризу и почео је да изучава грчки под Ђорђем Хермонимусом због свог интересовања за савремене културне промене у Италији. Предавао је хуманистичке науке у Паризу и, међу својим најранијим научним радовима, писао је увод у Аристотелову Метафизику. Написао би многа друга дела о Аристотелу и промовисао употребу директних превода Аристотеловог рада са оригиналног грчког уместо средњовековних латинских превода који су тада постојали.
Његов фокус се затим почео да помера ка грчким црквеним оцима које је лично сматрао способнијим изворима за педагогију духовног живота од средњовековне схоластике, а његов циљ је постао да помогне оживљавању духовног живота у Европи, пензионишући се 1508. да би се фокусирао управо на то. Почео је да објављује различите латинске текстове библијских књига као што су Псалми и Павлове посланице и био је заинтересован за проучавање текстуалних варијација између преживелих рукописа. Према Науерту, ове „библијске публикације представљају прву велику манифестацију хришћанског хуманизма који је доминирао не само француском већ и немачком, холандском и енглеском хуманистичком мишљу кроз прву половину шеснаестог века".

#### Еразмо
Еразмо (1466–1536) био је највећи учењак северне ренесансе и најутицајнији хришћански хуманистички учењак у историји, постајући најпознатији учењак у Европи свог времена. Веровао је да су „учење и научност моћно оружје како за развијање личне побожности тако и за институционалну црквену реформу", што се назива инструментализам.
Једна од кључних компоненти његовог интелектуалног успеха било је његово владање грчким језиком.
Објавио је свој Приручник хришћанског витеза (Enchiridion militis christiani) 1503. године, пишући о свом новом интелектуалном правцу, philosophia christi ('Христова филозофија'). Постао је невероватно популаран са 29 латинских издања између 1519–1523. и добио је преводе на енглески, холандски, немачки, француски и шпански језик.
Популарност Еразма и његовог дела додатно је појачана успехом његових књижевних дела као што је Похвала лудости, објављена 1511, и Разговори, објављени 1518. Такође је постигао невероватан успех као текстуални учењак, тумачећи, преводећи и уређујући бројне текстове грчких и римских класика, црквених отаца и Библије. Овај текстуални успех почео је када је открио и објавио Лоренца Валине Белешке о Новом завету 1504–1505, а у једној години, 1516, Еразмо је објавио прво грчко издање Новог завета, издање дела римског филозофа Сенеке, и четворотомно издање писама Светог Јеронима. Његове сатире и критике биле су широко популарне и познате деценијама које су уследиле, и успео је да „истински и потпуно" оснује хришћански хуманизам.

### Савремени
Књижевни критичар Ли Озер сугерисао је да се хришћански хуманизам завршио са Џонатаном Свифтом и Александром Поупом; међутим, почео је поново са Г.К. Честертоном, Т.С. Елиотом и Џ.Р.Р. Толкином.
Персонализам, интелектуални став који наглашава важност људских личности, третиран је као модерно име за хришћански хуманизам повезан са папом Јованом Павлом II и Џоном Хенријем Њуманом.
Инкарнациони хуманизам је врста хришћанског хуманизма која ставља централну важност на Оваплоћење, веровање да је Исус Христос био истински и потпуно човек. У овом контексту, божанско откровење од Бога независно од Оваплоћења се сматра непоузданим управо зато што је изузето од превратности људског дискурса.
Јенс Цимерман тврди да „Божји силазак у људску природу омогућава људски узлазак ка божанском". „Ако нам Бог говори језиком човечанства, онда морамо тумачити Божји говор као што тумачимо језик човечанства." Инкарнациони хуманизам тврди уједињење световног и светог са циљем заједничког човечанства. Ово уједињење се потпуно остварује у партиципативној природи хришћанских сакрамента, посебно Евхаристије. Препознавање овог циља захтева неопходну разлику између цркве и света, где су обе „сфере уједињене у својој служби човечанству". Критичари сугеришу да је сасвим погрешно успоставити посебну теологију оваплоћења, и да заговорници теже да апстрахују Исуса од његовог живота и поруке.

## Критике
Ендру Копсон се односи на хришћански хуманизам као на „хибридни термин... који неки из хришћанске средине покушавају да ставе у оптицај". Копсон тврди да су покушаји додавања верских придева као што је хришћански животном ставу хуманизама нескладни, говорећи да су ови „довели до низа тврдњи од оних који се идентификују са другим верским традицијама – било културно или у уверењима – да и они могу да полажу право на 'хуманизам'. Сугестија која је уследила – да је 'хуманизам' нешто од чега постоје две врсте, 'верски хуманизам' и 'секуларни хуманизам', почела је озбиљно да замућује концептуалне воде."